# Estadio Olímpico Patria
Het Estadio Olímpico Patria is een multifunctioneel stadion in Sucre, Bolivia. Het stadion wordt vooral gebruikt voor voetbalwedstrijden. De voetbalclubs Universitario de Sucre en Club Independiente Petrolero maken gebruik van dit stadion voor het spelen van hun thuiswedstrijden. In 1997 werd van dit stadion gebruik gemaakt voor een internationaal voetbaltoernooi, de Copa América 1997. In dit stadion werden 3 groepswedstrijden en de kwartfinale tussen Peru en Argentinië (2–1) In het stadion kunnen 30.000 toeschouwers. 